# Ceslaus von Breslau

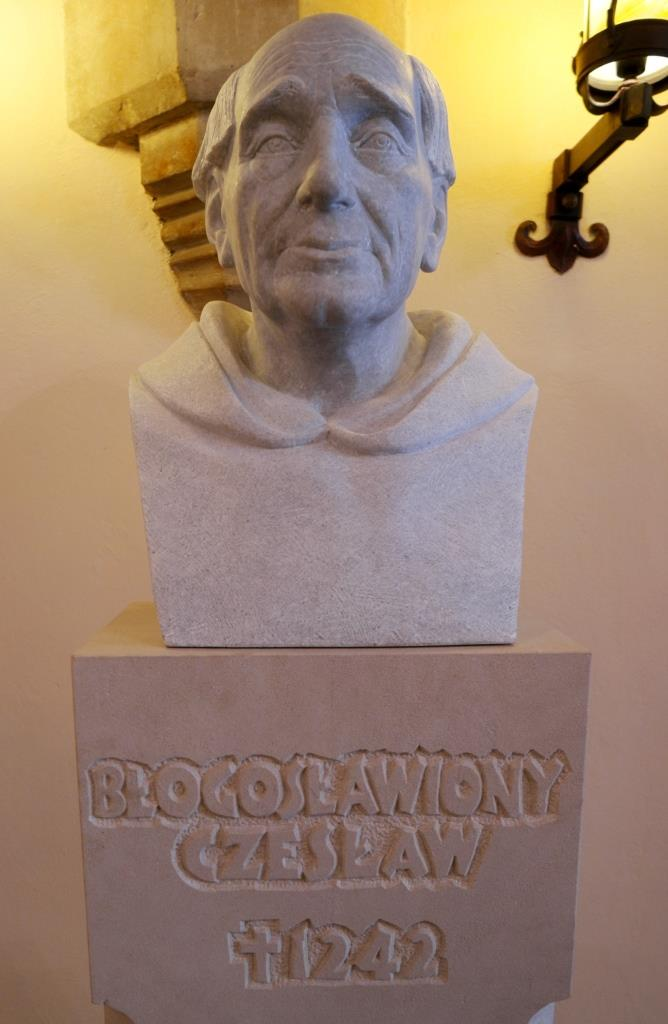
Büste von Ceslaus von Breslau im Rathaus von Breslau

Ceslaus von Breslau (polnisch Czesław Odrowąż; * um 1184 in Groß Stein, Oberschlesien; † 1242 in Breslau) war ein Jurist und Missionar. Er wird auch als der Apostel Schlesiens oder Retter der Breslauer Burg bezeichnet. Der Kult um ihn als Seliger der katholischen Kirche wurde offiziell durch Papst Clemens XI. Anfang des 18. Jahrhunderts bestätigt. Er gilt seit 1963 offiziell als Schutzpatron von Breslau. Sein Gedenktag ist der 15. Juli, der auch als sein Todestag vermutet wird. In Breslau wird seiner auch am 20. Juli gedacht.

## Leben
Geboren wurde Ceslaus als Graf Ceslaus Odrowąż und war ein Verwandter, möglicherweise Bruder, des späteren Hyazinth von Polen. Er studierte zunächst Rechtswissenschaften und Theologie in Prag und an der Universität Bologna. Nach der Rückkehr nach Polen war er als Kirchenjurist tätig. Durch seinen Onkel Iwo Odrowąż, der Bischof von Krakau war, wurde er Domherr in Krakau und später Kustos zu Sandomir. Er begleitete seinen Onkel gemeinsam mit Hyazinth auf einer Reise nach Rom. Dort traf er auf den heiligen Dominikus und wurde gemeinsam mit seinem Bruder durch Dominikus in den Orden der Dominikaner aufgenommen. Hiernach begab er sich zunächst nach Prag und später nach Breslau. Nachdem er in Prag erfolgreich als Missionar tätig gewesen war, gründete er bei Breslau ein Kloster, dessen erster Prior er auch war. Insgesamt missionierte er in Böhmen, Polen, Pommern und in Sachsen. Er soll mit der Heiligen Hedwig zusammengearbeitet haben.
Seine Reliquien befinden sich seit 1724 in der Ceslaus-Kapelle der Adalbert-Kirche in Breslau, die eine Dominikanerkirche ist und zu den ältesten der Stadt zählt.

## Zugeschriebene Wunder
Während des Mongolensturms soll er durch ein Gebet die Ausrottung der Breslauer Bevölkerung verhindert haben. Er soll ferner vier Personen vom Tode erweckt haben.